# Auguste Paris (Politiker)
Auguste Joseph Paris (* 12. November 1826 in Saint-Omer, Département Pas-de-Calais; † 18. Dezember 1896 in Arras) war ein französischer Politiker der Dritten Republik sowie Anwalt und Autor mehrerer historischer Werke.

## Leben
Nach einem Jurastudium und Promotion (De la puissance paternelle) ließ sich Auguste Paris in Arras als Anwalt nieder. Er verfasste Biographien über Joseph Le Bon (1864), Ludwig XI. (1868) und Robespierre (1870) und wurde in die Académie des arts et sciences von Arras aufgenommen. 1871 wurde Paris für die Monarchisten in die Nationalversammlung gewählt. Nachdem der Versuch einer neuerlichen Restauration von Seiten der Monarchisten gescheitert war, stimmte Paris für die Einführung des Septennats unter Patrice de Mac-Mahon. 1876 kandidierte Paris für einen Sitz im Senat für Pas-de-Calais und wurde am 30. Januar 1876 gewählt. Im Senat bekräftigte er seine Anhängerschaft zu Mac-Mahon und profilierte sich als aktives Mitglied der Monarchisten.
Einen Tag nach dem 16. Mai 1877 wurde Paris zum Minister für Öffentliche Arbeiten im Kabinett Albert de Broglie ernannt. Nach dem Sieg der Republikaner bei den Wahlen zur Nationalversammlung vom Oktober 1877 trat er im November des Jahres von seinem Amt zurück und nahm seinen Posten im Senat wieder ein, wo er gegen die Bildungsreformen unter der Regierung Jules Dufaures kämpfte. Nachdem er bei den Wahlen zum Senat vom 6. Januar 1882 seinen Sitz nicht verteidigen konnte, wurde Paris am 6. Januar 1885 erneut in die Kammer gewählt, zog dort aber im Gegensatz zu seiner Amtsperiode von 1876 bis 1882 weniger Aufmerksamkeit auf sich. Zu den Wiederwahlen 1891 stellte er sich nicht und zog sich nach Arras zurück.

## Werke
- La Terreur dans le Pas-de-Calais et dans le Nord - Histoire de Joseph Le Bon et des Tribunaux Révolutionnaires d'Arras et de Cambrai, 2 Bde. Impr. Rousseau-Leroy, Arras 1864 (Online: Band 1 und Band 2 in der Google-Buchsuche)
- Louis XI et la ville d'Arras, Impr. Rousseau-Leroy, Arras 1868
- La jeunesse de Robespierre et la convocation des États généraux en Artois, Impr. Rousseau-Leroy, Arras 1870